# Gunbarrel Creek (North Fork Shoshone River)
Der Gunbarrel Creek ist ein etwa 13 km langer, linker Nebenfluss des North Fork Shoshone River im Nordwesten des US-Bundesstaates Wyoming.

## Verlauf
Der Gunbarrel Creek entspringt nördlich des Monument Mountain im Hochgebirge der Absaroka Range auf einer Höhe von rund 3050 m, etwa 30 km nordwestlich von Wapiti und einige Kilometer östlich des Yellowstone-Nationalparks. Von dort fließt er in südwestliche Richtung durch die North Absaroka Wilderness des Shoshone National Forest im Park County, erhält einige kleinere Zuflüsse und mündet einige Kilometer östlich von Pahaska Tepee an der Absaroka Mountain Lodge nach rund 13 km auf einer Höhe von 1916 m in den hier nach Osten fließenden North Fork Shoshone River, unmittelbar nach Unterqueren des hier von Cody zum Yellowstone-Nationalpark verlaufenden U.S. Highway 14. Der Gunbarrel Creek Trail folgt einem Großteil des Flussverlaufs.

## Hydrologie
Der Gunbarrel Creek ist als Nebenfluss des North Fork Shoshone River Teil des Einzugsgebietes des Shoshone River, der über Bighorn River, Yellowstone River, Missouri und Mississippi in den Golf von Mexiko entwässert. Das Einzugsgebiet des Gunbarrel Creek umfasst ein Areal von etwa 42 km² und grenzt an die Einzugsgebiete von Clearwater Creek und Moss Creek im Osten, Goff Creek im Westen sowie Grinnell Creek im Norden.

## Belege
1. 1 2 3 4 5  Gunbarrel Creek. In: Geographic Names Information System. United States Geological Survey, United States Department of the Interior (englisch).